# Małgorzata Smorąg-Goldberg
Pour les articles homonymes, voir Goldberg.
Małgorzata Smorąg-Goldberg, née le 8 mars 1961 à Wrocław (Pologne), est une universitaire, traductrice et critique littéraire française spécialiste de littérature polonaise.
Elle a consacré une partie de sa recherche à l'œuvre des écrivains tels que Witold Gombrowicz et Bruno Schulz.

## Biographie
Arrivée en France à l'âge de 15 ans, elle fait, après une khâgne au lycée Fénelon (Paris), des études de slavistique à l'École normale supérieure de Fontenay-Saint-Cloud, à l'université Paris Sorbonne-Paris IV, à l'université Yale, et à l'université Jagellonne.

## Titres et diplômes
- 1985 - maîtrise : Contre une littérature engagée ou le cas Gombrowicz. Duel avec Sartre.
- 1987 - agrégation de polonais (membre du Bureau de la Société française d’études polonaises (SFEP)[3], coresponsable de la section recherche)
- 1989 - DEA d’études slaves (Paris IV) : Le Genre autobiographique dans la prose polonaise contemporaine
- 1996 - doctorat (Paris IV) : L’Écriture de l’exil ou l’utopie de la cohérence : Witold Gombrowicz, romancier
- 2013 - habilitation à diriger des recherches : Aux prises avec l’Histoire. Constructions et inventions de soi dans la littérature polonaise des XXe et XXIe siècles : précurseurs, continuateurs, rénovateurs. Spécificité polonaise dans le contexte centre-européen ; titre de l’inédit[C'est-à-dire ?], Bruno Schulz (1892-1942),  contre-offensive de la poésie : impasses et apories d’une construction de soi.

## Carrière

### Enseignement
Małgorzata Smorąg-Goldberg a enseigné à l'université de Cambridge et à l'université Paris Sorbonne-Paris IV, elle est actuellement professeur de littérature polonaise et centre-européenne et directrice du département de polonais à Sorbonne Université.

### Recherche
Comme chercheuse, elle fait partie de l'UMR Eur’Orbem (Cultures et sociétés d'Europe orientale, balkanique et médiane), où elle travaille sur l'histoire des formes et des idées dans la littérature polonaise et centre européenne aux XXe et XXIe siècles : modernité, modernisme, postmodernisme ; les avant-gardes romanesques dans la littérature polonaise des années trente et leur postérité, notamment Witold Gombrowicz, Bruno Schulz et leurs épigones : figure de l'auteur et ses avatars dans la littérature polonaise des XXe et XXIe siècles ; changements dans la littérature centre-européenne consécutifs à la transition postcommuniste (gestion du passé de violence, mise en récit de l’histoire).  Elle a organisé une série de colloques et conférences internationales consacrés à ces questions[réf. nécessaire].

### Édition
Dans le domaine de l'édition, elle a été de 1989 à 1995 directrice de collection aux éditions Balland (série consacrée à la littérature polonaise) puis de 1995 à 2002 directrice de la collection « Autres Europes » aux éditions Flammarion.

### Critique littéraire
Comme critique littéraire, elle intervient régulièrement dans les émissions de France Culture depuis 1990 et, depuis 2002, organise et anime la revue parlée Palabres centre-européennes, consacrée à l’actualité littéraire d'Europe centrale.

### Traductions
- Kronos, de Witold Gombrowicz, traduit du polonais, Stock, Paris 2016, établissement de l’édition critique (appareil de notes)
- Pampilio, d’Irena Tuwim, traduit du polonais, Paris, Hélium, 2012
- Roi des Dardanelles, de Janusz Stanny, traduit du polonais, Nantes, Editions Mémo, 2011
- Monsieur Toupetit et la baleine de Julian Tuwim, traduit du polonais, Éditions Circonflexe, Paris 2010  (ISBN 978-2878335392) (illustré par Bohdan Butenko)
- La Vie malgré le ghetto de Marek Edelman, traduit du polonais, Éditions Liana Levi, Paris 2010
- Traduction d’un choix de poèmes d’Adam Zagajewski pour les manifestations liées à l’année polonaise du Marché de la poésie, 2009.
- Le Petit Mammouth, de Wiktor Woroszylski, traduit du polonais, Éditions MeMo, Nantes, 2008
- Le Petit Monde du peintre roux, de Janusz Stanny, traduit du polonais, Éditions MeMo, Nantes, 2007
- California Kaddish, d'Henryk Grynberg, traduit du polonais, Folies d’Encre, Paris 2007
- Jacek Malczewski, traduction du polonais du catalogue de l’exposition au Musée d’Orsay, RMN, Paris, 1999.
- Amis, de Jarosław Iwaszkiewicz, traduit du polonais, Balland, Paris 1993
- Décalogue, Récits, de Krzysztof Kieślowski et Krzysztof Piesiewicz, traduit du polonais avec Beata Canes-Boussard, Balland, Paris 1990

### Direction d'ouvrages
- Plurilinguisme et auto-traduction : langue perdue, « langue sauvée », Anna Lushenkova Foscolo et Malgorzata Smorąg-Goldberg (dir), Paris, Eur’Orbem, col. Texte(s), 2019
- Bruno Schulz entre modernisme et modernité. Malgorzata Smorąg-Goldberg, Marek Tomaszewski (dir.), Paris, l’Improviste, 2018.
- Kronos, de Witold Gombrowicz, établissement de l’édition critique (appareil de notes) et traduction, Paris, Stock, 2016.
- Mémoire(s) des lieux ou la prose centre-européenne après 1989, Malgorzata Smorąg-Goldberg, Marek Tomaszewski (dir.), Paris, Noir sur blanc, 2013.
- Mémoire(s) de Silésie. Terre multiculturelle : mythe ou réalité ? codirection avec la germaniste Florence Lelait du Hors Série n° 7 de la revue Cultures d’Europe centrale, Paris, 2009[6].
- Witold Gombrowicz, une gueule de classique ? Bilan d’un demi-siècle d’enquête critique, Institut d’études slaves, Paris juin 2007, (318 p.)
- Terre promise et partis pris, codirection avec Danuta Knysz-Tomaszewska, de l'université de Varsovie, du hors-série n° 3 de la revue Cultures d’Europe centrale, Paris-Varsovie,  2005, 274 p.[6][source insuffisante].
- Witold Gombrowicz, direction du numéro spécial de la Revue des sciences humaines, éd. Université Charles-de-Gaulle - Lille III, nov. 1995, 185 p.
- Gombrowicz, vingt ans après, ouvrage collectif en collaboration avec Manuel Carcassonne et Christophe Guias, éditions Christian Bourgois, Paris 1989 (340 p.)